# Campionati del mondo di mountain bike - Cross country maschile Elite
Il cross country maschile Elite è una delle prove inserite nel programma dei campionati del mondo di mountain bike. Si corre sin dalla prima edizione, 1990.

## Albo d'oro
Aggiornato all'edizione 2024.
| Anno | Vincitore                          | Secondo              | Terzo                 |
| ---- | ---------------------------------- | -------------------- | --------------------- |
| 1990 | Ned Overend                        | Thomas Frischknecht  | Tim Gould             |
| 1991 | John Tomac                         | Thomas Frischknecht  | Ned Overend           |
| 1992 | Henrik Djernis                     | Thomas Frischknecht  | David Baker           |
| 1993 | Henrik Djernis                     | Marcel Gerritsen     | Jan Erik Ostergaard   |
| 1994 | Henrik Djernis                     | Tinker Juarez        | Bart Brentjens        |
| 1995 | Bart Brentjens                     | Miguel Martinez      | Jan Erik Ostergaard   |
| 1996 | Jérôme Chiotti Thomas Frischknecht | Rune Høydahl         | Hubert Pallhuber      |
| 1997 | Hubert Pallhuber                   | Henrik Djernis       | Luca Bramati          |
| 1998 | Christophe Dupouey                 | Jérôme Chiotti       | Filip Meirhaeghe      |
| 1999 | Michael Rasmussen                  | Miguel Martinez      | Filip Meirhaeghe      |
| 2000 | Miguel Martinez                    | Roland Green         | Bart Brentjens        |
| 2001 | Roland Green                       | Thomas Frischknecht  | Christoph Sauser      |
| 2002 | Roland Green                       | Filip Meirhaeghe     | Thomas Frischknecht   |
| 2003 | Filip Meirhaeghe                   | Ryder Hesjedal       | Roel Paulissen        |
| 2004 | Julien Absalon                     | Cédric Ravanel       | Thomas Frischknecht   |
| 2005 | Julien Absalon                     | Christoph Sauser     | José Antonio Hermida  |
| 2006 | Julien Absalon                     | Christoph Sauser     | Fredrik Kessiakoff    |
| 2007 | Julien Absalon                     | Ralph Näf            | Florian Vogel         |
| 2008 | Christoph Sauser                   | Florian Vogel        | Ralph Näf             |
| 2009 | Nino Schurter                      | Julien Absalon       | Florian Vogel         |
| 2010 | José Antonio Hermida               | Jaroslav Kulhavý     | Burry Stander         |
| 2011 | Jaroslav Kulhavý                   | Nino Schurter        | Julien Absalon        |
| 2012 | Nino Schurter                      | Lukas Flückiger      | Mathias Flückiger     |
| 2013 | Nino Schurter                      | Manuel Fumic         | José Antonio Hermida  |
| 2014 | Julien Absalon                     | Nino Schurter        | Marco Aurelio Fontana |
| 2015 | Nino Schurter                      | Julien Absalon       | Ondřej Cink           |
| 2016 | Nino Schurter                      | Jaroslav Kulhavý     | Julien Absalon        |
| 2017 | Nino Schurter                      | Jaroslav Kulhavý     | Thomas Litscher       |
| 2018 | Nino Schurter                      | Gerhard Kerschbaumer | Mathieu van der Poel  |
| 2019 | Nino Schurter                      | Mathias Flückiger    | Stephane Tempier      |
| 2020 | Jordan Sarrou                      | Mathias Flückiger    | Titouan Carod         |
| 2021 | Nino Schurter                      | Mathias Flückiger    | Victor Koretzky       |
| 2022 | Nino Schurter                      | David Valero         | Luca Braidot          |
| 2023 | Thomas Pidcock                     | Samuel Gaze          | Nino Schurter         |
| 2024 | Alan Hatherly                      | Victor Koretzky      | Thomas Pidcock        |

## Medagliere
| Pos.   | Nazione       | Oro | Argento | Bronzo | Totale |
| ------ | ------------- | --- | ------- | ------ | ------ |
| 1      | Svizzera      | 12  | 14      | 9      | 35     |
| 2      | Francia       | 8   | 7       | 5      | 20     |
| 3      | Danimarca     | 4   | 1       | 2      | 7      |
| 4      | Canada        | 2   | 2       | 0      | 4      |
| 5      | Stati Uniti   | 2   | 1       | 1      | 4      |
| 6      | Rep. Ceca     | 1   | 3       | 1      | 5      |
| 7      | Italia        | 1   | 1       | 4      | 6      |
| 8      | Belgio        | 1   | 1       | 3      | 5      |
| 8      | Paesi Bassi   | 1   | 1       | 3      | 5      |
| 10     | Spagna        | 1   | 1       | 2      | 4      |
| 11     | Gran Bretagna | 1   | 0       | 3      | 4      |
| 12     | Sudafrica     | 1   | 0       | 1      | 2      |
| 13     | Norvegia      | 0   | 1       | 0      | 1      |
| 13     | Germania      | 0   | 1       | 0      | 1      |
| 13     | Nuova Zelanda | 0   | 1       | 0      | 1      |
| 16     | Svezia        | 0   | 0       | 1      | 1      |
| Totale | Totale        | 35  | 35      | 35     | 105    |

| Pos. | Atleta               | Oro | Argento | Bronzo | Totale |
| ---- | -------------------- | --- | ------- | ------ | ------ |
| 1    | Nino Schurter        | 10  | 2       | 1      | 13     |
| 2    | Julien Absalon       | 5   | 2       | 2      | 9      |
| 3    | Henrik Djernis       | 3   | 1       | 0      | 4      |
| 4    | Roland Green         | 2   | 1       | 0      | 3      |
| 5    | Thomas Frischknecht  | 1   | 4       | 2      | 7      |
| 6    | Jaroslav Kulhavý     | 1   | 3       | 0      | 4      |
| 7    | Christoph Sauser     | 1   | 2       | 1      | 4      |
| 8    | Miguel Martinez      | 1   | 2       | 0      | 3      |
| 9    | Filip Meirhaeghe     | 1   | 1       | 2      | 4      |
| 10   | Bart Brentjens       | 1   | 0       | 2      | 3      |
| 10   | José Antonio Hermida | 1   | 0       | 2      | 3      |